# Каподризе
Каподрѝзе (на италиански: Capodrise; на неаполитански: Caputris', Капутризъ) е град и община в Южна Италия, провинция Казерта, регион Кампания. Разположен е на 34 m надморска височина. Населението на общината е 9746 души (към 2010 г.).